# 坂本拓己
坂本 拓己（さかもと たくみ、2004年7月6日 - ）は、北海道奥尻郡奥尻町出身のプロ野球選手（投手）。左投左打。東京ヤクルトスワローズ所属。

## 経歴

### プロ入り前
奥尻町立青苗小学校1年生のときに青苗スカイバードに入り野球を始める。奥尻町立奥尻中学校では軟式野球部に入り、3年時は上ノ国中学との連合チームでプレーした。
高校からは野球と向き合うために島を離れ、北海道知内高等学校に進学し、1年秋からベンチ入りする。入学当時は最速117km/hで制球の乱れも目立ったが、2年の夏には141km/hを記録するようになる。3年夏の全国高等学校野球選手権南北海道大会では準決勝の東海大札幌戦で門別啓人との投げ合いを制したものの、決勝で札幌大谷に敗れ甲子園出場は逃す。しかし同校野球部を初の決勝進出、準優勝に導いた。
2022年10月20日に行われたドラフト会議にて、東京ヤクルトスワローズから4位指名を受ける。指名された際には、生まれ育った奥尻島と高校時代応援してくれた知内町の二つの町の人々に感謝の思いを述べた。
知内高校からプロ野球選手が誕生するのは初で、奥尻島出身のプロ野球選手は佐藤義則以来46年ぶり2人目となる。佐藤義則からは、「もう奥尻島からプロ野球選手は出ないと思っていたのでうれしい。頑張ってほしい」とエールを送られた。11月30日、知内町の公民館で入団交渉を行い、契約金3000万円、年俸500万円で合意した。背番号は56に決まった。担当スカウトは斉藤宜之。

### ヤクルト時代
2023年は二軍で実戦登板を重ねるも、自身のスタミナの低さに苦戦。最速147km/hを記録した次の回で最速が139km/hまで落ちる登板もあった。8月24日の横浜DeNAベイスターズ戦で初勝利を記録した。最終的に二軍では8試合の登板で、1勝0敗、防御率1.76という成績だった。オフには金久保優斗や吉村貢司郎の自主トレーニングに参加した。
2024年は二軍で11試合に登板。数字こそ0勝2敗、防御率8.10と振るわなかったが、7月には自己最速を更新する150km/hを記録した。オフのフェニックスリーグで、高津臣吾監督から「うちの左投手の中では一番力がある」と高評価を受けた。

## 人物・選手としての特徴
スリークォーターから最速150km/hの直球とスライダーを武器とし、カーブとチェンジアップを投げる。
普段は右利きだが、子供の頃から左利きの兄とキャッチボールをしていたことから自然とグラブを右手にはめるようになり、左投げになった。

## 詳細情報

### 背番号
- 56（2023年[5] - ）